# Dynsäckspindel
Dynsäckspindel (Clubiona frisia) är en spindelart som beskrevs av Jörg Wunderlich och Schuett 1995. Dynsäckspindel ingår i släktet Clubiona och familjen säckspindlar. Arten är reproducerande i Sverige. Inga underarter finns listade i Catalogue of Life.